# Gislövs läge och Simremarken
Gislövs läge och Simremarken var en av SCB definierad tätort i Trelleborgs kommun i Skåne län. Den omfattade bebyggelse i
Gislövs läge och Simremarken i Gislövs socken vid Skånes sydkust som växt samman till en gemensam tätort är från 2010 en del av tätorten Trelleborg. från 2010 existerar inte längre någon bebyggelseenhet med detta namn.

## Befolkningsutveckling
| Befolkningsutvecklingen i Gislövs läge och Simremarken 1960–2005         | Befolkningsutvecklingen i Gislövs läge och Simremarken 1960–2005 | Befolkningsutvecklingen i Gislövs läge och Simremarken 1960–2005 | Befolkningsutvecklingen i Gislövs läge och Simremarken 1960–2005 | Befolkningsutvecklingen i Gislövs läge och Simremarken 1960–2005 |
| ------------------------------------------------------------------------ | ---------------------------------------------------------------- | ---------------------------------------------------------------- | ---------------------------------------------------------------- | ---------------------------------------------------------------- |
|                                                                          |                                                                  |                                                                  |                                                                  |                                                                  |
| År                                                                       |                                                                  |                                                                  | Folkmängd                                                        | Areal (ha)                                                       |
| 1960                                                                     | 1960                                                             |                                                                  | 294                                                              |                                                                  |
| 1965                                                                     | 1965                                                             |                                                                  | 300                                                              |                                                                  |
| 1970                                                                     | 1970                                                             |                                                                  | 445                                                              |                                                                  |
| 1975                                                                     | 1975                                                             |                                                                  | 549                                                              |                                                                  |
| 1980                                                                     | 1980                                                             |                                                                  | 607                                                              |                                                                  |
| 1990                                                                     | 1990                                                             |                                                                  | 587                                                              | 37                                                               |
| 1995                                                                     | 1995                                                             |                                                                  | 1 295                                                            | 142                                                              |
| 2000                                                                     | 2000                                                             |                                                                  | 1 322                                                            | 142                                                              |
| 2005                                                                     | 2005                                                             |                                                                  | 1 462                                                            | 147                                                              |
| Anm.: Sammanvuxen med Simremarken 1995, sammanvuxen med Trelleborg 2010. |                                                                  |                                                                  |                                                                  |                                                                  |